# Михайловский район (Запорожская область)
Миха́йловский райо́н (укр. Михайлівський район) — упразднённая административная единица Запорожской области Украины. Административный центр — посёлок городского типа Михайловка.

## География
Михайловский район расположен в центральной части Запорожской области.
С районом граничат Васильевский, Весёловский, Мелитопольский, Токмакский районы Запорожской области.
Территория района занимает площадь 1 070 км².
По территории района протекают реки: Молочная, 3-й Магистральный канал.

## История
- Район образован 7 марта 1923 года.
- В 1943 году в боях за освобождение Михайловского района от нацистов погибли десятки советских воинов[5].
- 17 июля 2020 года в результате административно-территориальной реформы район вошёл в состав Васильевского района[4].

## Население
По данным переписи 2001 года, численность населения составляла 33 079 человек, на 1 января 2013 года — 29 762 человека.

## Административное устройство
Район включает в себя:
| - Поселковых советов: 2 - Сельских советов: 8 | - Посёлков городского типа: 2 - Сёл: 46 |

### Местные советы[8]
| - Михайловский поселковый совет - Пришибский поселковый совет - Бурчакский сельский совет - Высоковский сельский совет - Любимовский сельский совет | - Марьяновский сельский совет - Плодородненский сельский совет - Раздольский сельский совет - Старобогдановский сельский совет - Тимошовский сельский совет |

### Населённые пункты[9]
| с. Абрикосовка с. Александровка с. Барвиновка с. Братское с. Бурчак с. Виноградовка с. Вишнёвка с. Владимировка с. Водное с. Волковка с. Высокое с. Днепровка | с. Заветное с. Зразковое с. Кавуновка с. Лимановка с. Любимовка с. Марьяновка пгт Михайловка с. Молодёжное с. Николаевка с. Нововладимировка с. Новое Поле с. Новониколаевка | с. Першотравневое с. Петровка с. Плодородное с. Подгорное с. Показное пгт Пришиб с. Радостное с. Раздол с. Ровное с. Розовка с. Садовое с. Славянка | с. Сладкое с. Смиреновка с. Соловьёвка с. Старобогдановка с. Суворое с. Тарсалак с. Тимошовка с. Тракторное с. Трудовик с. Трудолюбимовка с. Украинка с. Шевченко |

#### Ликвидированные населённые пункты[10]
| с. Переверзевка | с. Плодородовское | с. Цветково |